# Ryan Garko
Pour les articles homonymes, voir Garko.
Ryan Garko, né le 2 janvier 1981 à Pittsburgh, Pennsylvanie, États-Unis, est un joueur américain de baseball sous contrat avec les Rays de Tampa Bay de la Ligue majeure de baseball.

## Carrière

### Scolaire et universitaire
Ryan Garko évolue au lycée, Servite High School, dans l'équipe de baseball et comme quarterback de l'équipe de football américain. Il joue ensuite en universitaire pour Stanford Cardinal où il est élu parmi l'équipe première de la sélection All-Américan. Avec Stanford, il est deux fois finaliste des College World Series (2001 et 2003) accumulant des statistiques excellentes (.389 de moyenne au bâton) qui lui valent deux présences parmi la sélection All-College des World Series. Il est le premier étudiant de Stanford à réussir cette performance et termine sa carrière universitaire avec une moyenne de .350, 39 coups de circuit et 191 points produits en 218 matches disputés dont 198 comme partant.

### Professionnelle
Il est drafté en 2003 par les Indians. Receveur lors de sa carrière universitaire, Garko se reconvertit en joueur de champ intérieur chez les pros. Garko signe de très belles statistiques au bâton en ligues mineures et débute en ligue majeure le 25 septembre 2005 pour un passage unique au bâton conclu par un retrait sur prises.  Il achève sa préparation en ligue mineure en 2006, mais dispute encore quelques matchs (50 pour 185 passages à la batte) avec les Indians avant d'être pleinement intégré à l'effectif actif au début de la saison 2007.
Lors de la saison 2007, Garko joue 138 parties pour 484 passages à la batte, 140 coups surs, 61 points produits, 21 coups de circuit et une moyenne au bâton de 0,289. Lors des play-offs 2007, il prend part à 9 matches : 3 contre les Yankees de New York et 6 contre les Red Sox de Boston. À l'occasion de ces rencontres, il tape une moyenne de 0,314 avec 11 coups surs en 35 passages au bâton (1 coup de circuit).
Le 27 juillet 2009, Garko est échangé aux Giants de San Francisco en retour de Scott Barnes, un lanceur gaucher des ligues mineures. Avant l'échange, Garko frappait pour ,285 avec 11 circuits et 39 points produits.
Après un crochet par les Mariners de Seattle avec lesquels il joue l'entraînement de printemps 2010, Garko rejoint les Rangers du Texas le 1er avril. Il dispute 15 parties pour Texas pendant la saison 2010 et est sans contrat des majeures pour la saison 2011, qu'il passe en Corée du Sud avec les Samsung Lions de la KBO. Il amorce 2012 dans le baseball indépendant avec de signer le 15 mai un contrat avec les Rays de Tampa Bay.